# 帝人化成
帝人化成株式会社（ていじんかせい、英文名称Teijin Chemicals Ltd.）は、かつて存在した帝人グループの化学メーカー。コンパクトディスク用のポリカーボネート樹脂や難燃剤、農薬などの製造を行っていた。なお、事業は帝人、池田興業にて継続されている。

## 主な製品
- 合成樹脂
  - ポリカーボネート（商品名：パンライト）
  - ポリエチレンテレフタラート
  - ポリエチレンナフタレート
  - ポリブチレンナフタレート
- 樹脂製品
  - ポリカーボネート樹脂シート・フィルム
  - ポリエチレンテレフタレート樹脂シート
- 化成品
  - 難燃剤（ファイヤガード）

### かつて取り扱っていた製品
- 燻蒸剤 - 池田興業に譲渡。
  - 臭化メチル系燻蒸剤（サイロン、メチブロン、クノヒューム）
  - リン化水素系燻蒸剤（ホスファイン）
  - リン化アルミニウム系燻蒸剤（エピヒューム）

## 沿革
- 1947年8月 - 広島県三原市にて久野島産業株式会社設立、帝国人造絹絲株式会社（現・帝人）より独立。
- 1949年5月 - 久野島化学工業株式会社に社名変更。
- 1968年10月 - 子会社の帝人化成株式会社を吸収合併し、社名を帝人化成株式会社に改称。
- 1982年10月 - コンパクトディスク用のポリカーボネート樹脂（商品名：パンライト）販売開始。
- 2005年8月 - 燻蒸事業を池田興業に譲渡[1]。
- 2013年4月1日 - 帝人に統合[2]。

## かつて存在した事業所
- 本社 - 東京都千代田区霞が関3-2-1 霞が関コモンゲート西館
- 大阪支店 - 大阪府大阪市北区梅田1-3-1-700号 大阪駅前第1ビル
- 名古屋営業所 - 愛知県名古屋市西区名駅2-22-9
- 松山工場・高分子研究所・光ディスク研究所・先端加工技術研究所

〒791-8041 愛媛県松山市北吉田町77
- 三原工場 - 広島県三原市円一町1-1-20
- プラスチックステクニカルセンター

千葉県千葉市緑区大野台1-4-13（千葉土気緑の森工業団地内）